# Хаммаршёльд, Педер Микаэльссон
Педер (Пер) Микаэльссон (Михильссон) Хаммаршёльд (швед. Peder (Per) Mikaelsson (Michilsson) Hammarskjöld; ок. 1560 — 1646) — шведский военный и государственный деятель, основатель дворянского рода Хаммаршёльдов.

## Биография
Педер (Пер) Микаэльссон родился примерно в 1560 году, предположительно на острове Эланд. Достоверной информации о годе и месте его рождения, а также о том, кем были его родители, нет. Его отцом, скорее всего, был Микаэль Педерссон (Mikael Pedersson), управляющий (каштелян, slottsfogde) Кальмарского замка, позже — губернатор (ståthållare) в Leckö и Далсланде.
Известно, что в 1598 году Педер Микаэльссон сражался в Битве у Стонгебру на стороне Сигизмунда III (Короля польского и Великого князя литовского, а с 1594 года — Короля шведского) против войск горцога Карла Сёдерманландского (в 1595 году избранного регентом Швеции вместо отсутствующего короля Сигизмунда III, который приходился Карлу племянником; в будущем Карл стал королём Швеции Карлом IX). Сигизмунд III в этом сражении был разбит, погибло около двух тысяч человек из его войска, многие попали в плен к герцогу Карлу, среди них был и Педер Микаэльссон. Педеру удалось избежать казни; в дальнейшнем он состоял на военной службе у Карла IX и в 1610 году был посвящён в рыцари под именем Hammarsköld.
В 1611 году Хаммаршёльд был назначен губернатором замка Боргхольм и главнокомандующим войсками на острове Эланд. В феврале 1612 года шведским войскам под его командованием удалось отбить две попытки датских войск захватить остров. Однако в мае 1612 года датчане снова высадились на острове; шведские войска укрылись в замке; в июне, после двух недель осады, когда стены замка и укрепления уже были практически разрушены, остатки шведских войск вместе с Хаммаршёльдом по договорённости с датчанами переправились на материк.
В 1621 году Хаммаршёльд был назначен губернатором Кальмарского замка.
Ещё в 1607 году Педер Микаэльссон получил в вотчину несколько хозяйств в лене Кальмар: Misterhult, Virbo, Fårbo и Tuna. Tuna до сих пор находится в собственности Хаммаршёльдов; в фамильном склепе местной церкви находятся захоронения многих представителей рода.

## Семья
Педер Микаэльссон был женат дважды. Его первой женой была Беата Кёрнинг (Beata Körning) из дворянского рода Кёрнингов (Körning), дочь Эрика Марссона Кёрнинга (Erik Matsson Körning) и Кьерстин Ханд (Kjerstin Hand) из дворянского рода Хандов.
После кончины Беаты Кёрлинг Педер Микаэльссон женился на Кристине Штерна (Kristina (Kerstin, Christina) Pedersdotter Stierna (Stjerna), 1590—1652) из знатного дворянского рода Штерна, дочери Педера Монссона Штерна (Peder Månsson Stjerna) и Карин Ханд (Kjerstin Hand) из дворянского рода Хандов (мать Кристины Штерна приходилась сестрой матери Беата Кёрлинг, первой жены Педера). Сын Педера Микаэльссона от этого брака — Арвид Хаммаршёльд (Arvid Hammarskjöld).
Педер Микаэльссон скончался 12 апреля 1646 года в возрасте примерно 86 лет. У него были дети в обоих браках, однако мужская линия его потомства от первой жены довольно скоро оборвалась.

## Потомки Педера Микаэльссона
Среди потомков Педера Микаэльссона — многие видные военные и государственные деятели Швеции, дипломаты, а также деятели культуры. Среди них можно выделить писателя Лоренцо Хаммаршёльда (1785—1827); политика Яльмара Хаммаршёльда (1862—1953), занимавшего должность премьер-министра Швеции (1914—1917); военного министра Швеции в 1920—1921 годах Карла Густава Хаммаршёльда (1865—1940). Наиболее же известный во всём мире представитель рода Хаммаршёльдов — Даг Хаммаршёльд (1907—1961), Генеральный секретарь ООН в 1953—1961; он приходится Педеру Микаэльссону прапрапрапрапраправнуком.